# Mai 2005 en Afrique

## Lundi2 mai
- Abdoulaye Wade, président du Sénégal et Thabo Mbeki, président de l’Afrique du Sud, ont reçu l’African gender awar, récompense décernée par l’association « Femmes Africa solidarité » pour la promotion de la parité homme/femme.

- Togo : Harry Olympio, candidat du Rassemblement pour le soutien de la démocratie et du développement (RSDD) à l’élection présidentielle du 24 avril arrivé en troisième position avec 0,5 % des voix, appelle à la constitution d’un « gouvernement de réconciliation nationale sous le contrôle de la communauté internationale ».

- Somalie : François Lonsény Fall, ancien premier ministre guinéen, a été nommé représentant spécial du secrétaire général des Nations unies pour la Somalie.

## Mardi3 mai
- Sénégal : célébration de la journée mondiale de la liberté de la presse.

- Somalie : l’explosion d’une bombe lors d’un meeting à Mogadiscio d’Ali Mohamed Gedi, premier ministre a fait 15 morts et 38 blessés.

- Togo : 
  - La cour constitutionnelle a confirmé l’élection de Faure Gnassingbé comme président de la République lors de l’élection du 24 avril. Le candidat du Rassemblement du peuple togolais (RPT) a obtenu 60,15 % contre 38,25 % pour Emmanuel Bob Akitani. Ces résultats sont contestés par l’opposition qui rejette la proposition de participer à un gouvernement d’union nationale. L’Union des forces de changement (UFC), a appelé à « résister avec l'arsenal des moyens que la Constitution met à notre disposition ».
  - Selon le Haut commissariat aux réfugiés de l'ONU (HCR), 10 000 ont fui au Bénin et environ 8 500 au Ghana.

## Mercredi4 mai
- Cameroun : La grève des étudiants à l’initiative de l’Association pour la défense des droits des étudiants (ADDEC) qui a débuté le 20 avril à l’Université de Yaoundé I et qui s’est propagée dans les 6 autres universités du pays. Les étudiants réclament notamment l’abrogation des droits universitaires qui s’élèvent à 50 000 francs CFA. Au cours des manifestations, deux étudiants ont été tués par des policiers à Buéa, (sud-ouest). Plusieurs responsables du mouvement estudiantin ont été arrêtés, dont Mouafo Djontu, président de l'ADDEC.

- Éthiopie : Alors que les agences humanitaires, les ONG et le gouvernement que 3,8 millions de personnes ont besoin d’une aide humanitaire, l’Unicef déclare dans un communiqué que « Sans traitement, 80 000 à 170 000 enfants sévèrement malnourris risquent de mourir en 2005 ».

- Mali : 
  - Visite officielle de Kōichirō Matsuura, directeur général de l’Organisation des Nations unies pour l'éducation, la science et la culture(UNESCO). Reçu par Amadou Toumani Touré, président de la République, Ousmane Issoufi Maïga, premier ministre et Ibrahim Boubacar Keïta, président de l’assemblée nationale, Koïchiro Matsuura doit participer à la conférence sur « le multilinguisme pour la diversité culturelle et la participation de tous dans le cyberespace » qui se déroule à Bamako les 6 et 7 mai.
  - le gouvernement malien a adopté des « projets de textes relatifs à la création d’un Centre de développement du textile traditionnel ».

- Togo : 
  - Faure Gnassingbé a prêté serment « devant Dieu et devant le peuple togolais, seul détenteur de la souveraineté populaire » comme nouveau président élu du Togo.
  - La Communauté économique des États de l'Afrique de l'Ouest a reconnu, par la voix de Aïchatou Mindaoudou, ministre des affaires étrangères du Niger, pays qui en assure la présidence, Faure Gnassingbé Eyadema comme nouveau président du Togo.

## Jeudi 5 mai
- CEDEAO : Ouverture à Abuja (Nigeria) de la première session ordinaire du parlement de la Communauté économique des États de l'Afrique de l'Ouest (CEDEAO)

- Éthiopie : Meles Zenawi, premier ministre a accusé l’opposition de promouvoir la haine ethnique, la comparant à l’Interahamwe, milice hutu rwandaise responsable du génocide au Rwanda en 1994.

- Togo : Jacques Chirac, président français, a félicité Faure Gnassingbé : « Au lendemain de votre élection à la présidence de la République du Togo, permettez-moi de vous adresser mes félicitations et mes vœux de plein succès dans l'accomplissement des hautes fonctions qui vous attendent »

- Japon / Afrique : en visite officielle au Mozambique,  Keishiro Fukushima, secrétaire aux Affaires parlementaires du ministère japonais des Affaires étrangères a annoncé que le Japon comptait doubler l’aide au développement du Japon au Mozambique et à l’ensemble du continent africain.

## Vendredi6 mai
- Éthiopie : Dans une intervention télévisée, Ledtu Ayalew, porte-parole de la Coalition pour l'unité et la démocratie (CUD, opposition) a accusé le parti au pouvoir, le Front démocratique révolutionnaire du peuple éthiopien (EPRDF) d’arrêter illégalement et de tuer « des gens qu'il suspecte de soutenir l'opposition ».

- Togo : Radio France internationale (RFI) a annoncé qu’un rapport confidentiel d’un diplomate de l’Union européenne faisait état de fraudes massives lors de l’élection présidentielle du 24 avril, avec des centaines de milliers d’électeurs fictifs dans les régions favorables au pouvoir, la non-distribution de cartes d’électeurs dans la région favorable à l’opposition, la disparition d’urnes pendant le dépouillement.

## Samedi7 mai
- Union africaine : à l’issue d’une conférence sur la dette africaine, la pauvreté et le financement de l’Union africaine, les ministres africains de l'Économie et des Finances ont dans une déclaration lancé « un appel pour l'annulation de la dette africaine  (afin)  de permettre un meilleur financement de nos économies pour atteindre les Objectifs du millénaire pour le développement (OMD) ». Ils ont également dénoncé « les pays riches (qui), tout en prêchant les vertus de l'économie de marché, continuent de subventionner leur agriculture, de déverser sur les marchés africains des produits subventionnés dont les substituts locaux existent, ce qui porte préjudice à la production nationale et confine les paysans africains dans la pauvreté et la misère ».

- Côte d'Ivoire : les négociations entre l’armée (Forces armées de Côte d’Ivoire, FANCI) et le mouvement rebelle des Forces nouvelles sur le désarmement ont été suspendues sans qu’un accord sur le calendrier du désarmement soit conclu.

- Djibouti : Ismail Omar Guelleh, président de Djibouti a prêté serment après sa réélection le 8 avril 2005.

- Sierra Leone : Desmond de Silver, procureur du Tribunal spécial pour la Sierra Leone, a confirmé sa volonté d’obliger le Nigeria à livrer Charles Taylor, ancien président du Liberia. Accusé de crimes de guerre pendant la Guerre civile sierra-léonaise, Charles Taylor a reçu l’asile politique au Nigeria.

## Dimanche8 mai
- Algérie : commémoration du 60e anniversaire de la répression sanglante des manifestations pour l’indépendance par l’armée française dans la région de Sétif le 8 mai 1945. (Voir Massacres de Sétif et Guelma)

- Cameroun : l’Association pour la défense des droits des étudiants du Cameroun (Addec) a décidé de suspendre le mouvement de grève dans les universités commencé le 20 avril.

- République centrafricaine : second tour de l’élection présidentielle opposant François Bozizé, président sortant, à Martin Ziguélé, ancien premier ministre et Second tour des élections législatives.Voir Politique en République centrafricaine.

## Mardi 10 mai
- Sahel : l'Organisation des Nations unies pour l'alimentation et l'agriculture (FAO) a déclaré dans un communiqué que « les dégâts provoqués par la sécheresse et les infestations acridiennes en 2004 ont aggravé la situation des disponibilités alimentaires dans certaines parties du Burkina Faso, du Tchad, du Mali, de la Mauritanie, du Niger et du nord du Sénégal » Ainsi, dans la région de Kidal, au Mali, un tiers des enfants de moins de trois ans souffrent de malnutrition aiguë. « L’UNICEF a lancé un appel de fonds en faveur de quelque 750 000 enfants au Niger, dont 150 000 montrent de graves signes de malnutrition »[1].

- Rwanda : le Club de Paris, qui regroupe les principaux pays industrialisés créanciers, a décidé d’annuler la dette du Rwanda qui s’élève à 100,4 millions de dollars.

## Mercredi11 mai
- Travail forcé : un rapport du Bureau international du travail (BIT) publié le 11 mai 2005 intitulé « une alliance mondiale contre le travail forcé » précise que 660 000 africains sont victimes du travail forcé en Afrique subsaharienne, dont « 80 % du travail forcé est imposé par des agents privés à des fins d'exploitation économique. Le travail forcé imposé par l'État représente 11 % du total, et l'exploitation sexuelle à des fins commerciales 8 % ». Les enfants sont parmi les premières victimes, comme en Côte d'Ivoire où « entre 10 000 et 15 000 enfants du Mali travaillent dans des plantations. Des pratiques similaires ont été signalées pour le Bénin et le Togo ».

- Mali : onze intégristes religieux musulmans ont été condamnés à Yorosso à des peines de 6 mois à trois ans de prison ferme pour avoir refusé de faire vacciner leurs enfants contre la poliomyélite.

## Jeudi12 mai
- Droits de l'homme : la Commission africaine des droits de l'homme réunie pour sa 37e session à Banjul (Gambie) s’est déclarée préoccupée par la situation au Togo et au Darfour, et demande la création d'une Cour africaine des droits de l'homme.

- Bénin, Togo : Rogatien Biaou, ministre béninois des Affaires étrangères et de l'intégration africaine, a lancé un appel à la communauté internationale afin qu’elle aide le gouvernement du Bénin à accueillir les réfugiés qui ont fui le Togo après l’élection présidentielle du 24 avril et les violences qui l’ont suivie. Le nombre de réfugiés s’élèverait à 20 000 dont la moitié sont des enfants.

## Vendredi13 mai
- République démocratique du Congo : l’Assemblée nationale a adopté (348 pour, 5 contre et 8 abstention) le projet de la nouvelle constitution. Ce projet, déjà adopté en première lecture par le Sénat le 17 mars doit maintenant être ratifié par référendum.

- Soudan : Roberta Russo, porte-parole du Haut Commissariat des Nations unies pour les réfugiés (HCR)a précisé à l'Agence France-Presse (AFP) qu’au moins 5 000 personnes ont quitté le sud du Soudan pour se réfugier en Ouganda, à la suite d'attaques menées par l'Armée de résistance du Seigneur (LRA) mais aussi des pénuries alimentaires dans les camps de réfugiés du Soudan du Sud.
- Togo : le Parlement européen refuse de reconnaître la victoire de Faure Gnassingbé considérant que « Les conditions dans lesquelles s'est déroulée l'élection du 24 avril ne respectent pas les principes de transparence, de pluralisme et de libre détermination du peuple ». Dans leur résolution, les parlementaires européens demandent aux autorités togolaises d’« envisager de nouvelles élections présidentielle et législatives dignes de ce nom ».

## Samedi14 mai
- Somalie : au cours d’une cérémonie en présence de Mohamoud Abdullahi Jama, vice-premier ministre, les chefs de guerre contrôlant Mogadiscio ont commencé à déposer les armes

- Côte d'Ivoire : un accord de désarmement a été signé à Yamoussoukro par le colonel-major Philippe Mango, chef d’état-major des Forces armées nationales de Côte d'Ivoire (FANCI), le colonel Soumaïla Bakayoko, chef  d’état-major des Forces nouvelles (FN, rébellion) et Alain Donwahi président de la Commission nationale de désarmement, démobilisation et réinsertion (CNDDR). Cet accord prévoit la démobilisation entre le 27 juin et le 10 août de 42 500 combattants des forces nouvelles et de 5 500 soldats des FANCI.

## Dimanche 15 mai
- Burundi : les Forces nationales de libération du Burundi (FLN), dernier groupe rebelle en activité, ont signé un accord avec le gouvernement pour mettre fin à la guerre civile.

## Lundi16 mai
- Afrique du Sud : une conférence sur les villes africaines, organisé par le gouvernement sud-africain avec l’organisation des « villes africaines unies » et la Communauté des États de l’Afrique australe se tient du 16 au 18 mai.

- Bénin : Philippe Duhamel, représentant du Fonds des Nations unies pour l'enfance (Unicef) a annoncé la mise en place d’ « un système de scolarisation pour les réfugiés togolais au Bénin ». Environ 110 enfants sont concernés.

- Mali : lors de la cérémonie pour le 28e anniversaire de la mort de Modibo Keïta, Amadou Toumani Touré, président de la République a déposé une gerbe sur la tombe du « bâtisseur de la nation ». Alou Badra Macalou, secrétaire général de l'Union soudanaise-Rassemblement démocratique africain (US/RDA, parti de l’ancien chef d’État), a souhaité l’organisation de funérailles officielle et nationales afin de poursuivre la réhabilitation de Modibo Keïta, premier président malien, destitué par le coup d’État de Moussa Traoré en 1968 et mort en détention le 16 mai 1977.

- Togo : un rapport publié par les services sociaux fait état de 82 enfants récupérés auprès des trafiquants d’enfants pour l’année 2004 et 43 depuis le début de l’année dans la préfecture de l’Est-Mono. Réuni entre le 10 et le 15 mai, les acteurs de la lutte contre la « traite des enfants » ont décidé d’intensifier les moyens de lutter contre les trafiquants.

## Mardi 17 mai
- Côte d'Ivoire : séance d’ouverture à Grand-Bassam de la conférence sur la lutte contre la prolifération et la circulation illicite des armes légères en Côte d’Ivoire, présidée par Seydou Diarra, premier ministre.

## Mercredi 18 mai
- Côte d'Ivoire : deux des principaux partis de l’opposition, le Parti démocratique de Côte d'Ivoire (PDCI, ancien parti unique de Félix Houphouët-Boigny, et le Rassemblement des républicains (RDR) de Alassane Ouattara, ont signé à Paris un accord d’union pour les prochaines élections et pour gouverner ensemble en cas de victoire.

- Mali : Jacques Diouf, directeur général du Organisation des Nations unies pour l'alimentation et l'agriculture (FAO), a présidé avec Amadou Toumani Touré, président de la République la cérémonie de lancement du programme national de la sécurité alimentaire sur les 5 prochaines années. Annonçant la mobilisation par son organisme de 114 milliards de francs CFA, il a déclaré qu’il « s'agit de tout faire pour que l'agriculture se développe. Elle est pratiquée par 70 pour cent de nos populations. Elle constitue un élément fondamental du produit intérieur brut, de la balance commerciale, de la balance des paiements, de la monnaie. Elle est également déterminante dans la lutte contre la pauvreté (…) Elle est un élément fondamental de la sécurité alimentaire, une tradition florissante du Mali, une splendeur des temps anciens du Mali ».

## Jeudi19 mai
- Togo : à l’issue du sommet organisé par la Communauté économique des États de l'Afrique de l'Ouest à Abuja, Faure Gnassingbé et l’opposition ne sont pas parvenus à un accord sur la constitution d’un gouvernement d’union nationale.

- Niger : manifestation organisée par des syndicats, des ONG et des associations pour réclamer la libération de Ilguilas Weila et Allassane Biga, membres de l’ONG Timidria qui lutte contre l'esclavage au Niger, récemment inculpés et écroués pour « tentative d'escroquerie ». Le gouvernement nigérien accuse cette ONG de nuire à l’image du pays en organisant des cérémonies de libérations d’esclaves. Selon plusieurs organisations, l’esclavage continuerait d’exister au nord de Niger, chez les populations Touaregs et nomades. Entre 40 000 et 200 000 personnes en seraient victimes.

## Vendredi20 mai
Togo : Emmanuel Bob Akitani, candidat de l’opposition à l’élection présidentielle du 24 avril, a été hospitalisé en France, à l’Hôpital militaire de Neuilly, pour des problèmes neurologiques.

## Lundi23 mai
- Ouganda : dans un rapport, l’Unicef estime que 40 000 enfants sont contraints de quitter chaque nuit leur village pour aller dormir dans les rues des villes du nord de l’Ouganda, en raison des menaces de violences et d’enlèvements de la part du mouvement rebelle Armée de résistance du Seigneur (LRA), responsable de l’enlèvement d’environ 20 000 enfants contraints de devenir enfants soldats, porteurs ou réduits à l’esclavage sexuel.

## Mardi24 mai
- Mali : le gouvernement malien avec différentes organisations sociales au Mali a signé un « appel à l’action » dans l’objectif est de « mettre fin au travail des enfants dans les mines, sites d’orpaillage et carrières d’ici à 2015 ».

- République centrafricaine : La commission électorale a annoncé que François Bozizé avait remporté le second tour de l’élection présidentielle le 8 mai 2005 avec près de 64,6 % des voix contre 35,4 % pour Martin Ziguélé, ancien premier ministre.  la coalition présidentielle « convergence nationale » obtient la majorité relative à l’assemblée nationale avec 42 des 105 sièges à pourvoir.

## Mercredi25 mai
- Droits de l'enfant : une consultation régionale sur la violence contre les enfants en Afrique de l’Ouest et du Centre, organisées par l’Unicef et le gouvernement malien a réuni à Bamako (Mali) les 24 et 25 mai 2005 des délégués de 24 pays représentants les gouvernements et les ONG. Ils ont établi une liste de recommandation visant à protéger les enfants de toute forme de violence et à accroître leur participation.  Voir : 2005 en Afrique : Droits de l'enfant

- Guinée-Bissau : un groupe de militaires ayant à leur tête l’ancien président Kumba Ialá a occupé pendant quelques heures le palais présidentiel à Bissau. Cette occupation, dont l’ancien président nie toute implication, a été condamné le lendemain par l’Union africaine qui le qualifie de « tentative de coup d’État. »

- Mali : ouverture à Bamako du deuxième « salon de la jeunesse » organisée par le Mouvement de réflexion et d'action pour le développement (MARD) sous la présidence de Moussa Balla Diakité, ministre de la Jeunesse et des Sports et l’appui de l’Unesco.

## Jeudi26 mai
- Burkina Faso : décès de Aboubacar Sangoulé Lamizana, ancien président du Burkina Faso (1966 -1980) à l’âge de 89 ans.

- Nigeria : Olusegun Obasanjo, président de la République, en visite officielle en France depuis le mardi 24 mai, a été reçu par Jacques Chirac. Il a demandé un allègement de la dette de son pays, évaluée à 34 milliards de dollars.

## Vendredi27 mai
- Togo : Saïd Djinnit, commissaire de l'Union africaine chargé de la paix et de la sécurité, a annoncé que les sanctions contre le Togo, prises le 5 février après la mort de  Gnassingbé Eyadema et la nomination de son fils à la présidence, était levées.

## Samedi28 mai
- Guinée : décès de la chanteuse Sama Dioubaté à Conakry.

## Lundi30 mai
- Éthiopie : les résultats préliminaires accordent la victoire au Front populaire démocratique révolutionnaire éthiopien (FDRPE), parti au pouvoir qui remporte la majorité des 547 sièges de la Chambre des représentants du peuple lors des élections du 15 mai 2005.

## Mardi31 mai
- Sénégal : Abdourahim Agne, chef du Parti de la réforme (PR, opposition) a été inculpé d' « attentat à la sécurité de l'État » et emprisonné dans un hôpital de Dakar en raison de « son état de santé » après avoir appelé les Sénégalais « de prendre exemple sur l'Ukraine et de descendre par millions dans les rues pour exiger le départ du président de la République Abdoulaye Wade ».